# Arbeitsgemeinschaft ehemals verfolgter Sozialdemokraten
Die Arbeitsgemeinschaft ehemals verfolgter Sozialdemokraten (AvS) ist eine Arbeitsgemeinschaft von Parteimitgliedern innerhalb der SPD, die während der Zeit des Nationalsozialismus oder in der DDR wegen ihrer Zugehörigkeit zur Sozialdemokratie verfolgt worden sind.

## Geschichte
Nach dem Ende des Nationalsozialismus bildeten sozialdemokratische ehemalige Widerstandskämpfer und Konzentrationslagerinsassen eine informelle Gruppe. Zunächst wirkten viele ehemals NS-verfolgte Sozialdemokraten in der gesamtdeutschen, an und für sich überparteilichen Vereinigung der Verfolgten des Naziregimes (VVN) mit. In der Sowjetischen Besatzungszone, wo vereinigungsunwillige Sozialdemokraten keine eigenständige Partei bilden durften und auch verfolgt wurden, geriet die VVN im Zuge der Stalinisierung zunehmend ins Fahrwasser der SED. Während der Berlin-Blockade verschärften sich die Spannungen in der VVN, die Einheit des Verbandes konnte aber noch gewahrt werden.
Die Hauptaufgabe war, die NS-Verfolgten über ihre Wiedergutmachungsansprüche aufzuklären und zu beraten. Über die Verschleppung und Ausgestaltung der Gesetze dazu gab es viele Beschwerden der Betroffenen. Erst mit der Wahl von Max Kukil Anfang der 1950er Jahre in den SPD-Parteivorstand wurden die Veränderungen spürbar und besser.

### Trennung von der VVN
Auf dem Düsseldorfer Parteitag (12.–14. September 1948) fassten die delegierten Sozialdemokraten schließlich einen Unvereinbarkeitsbeschluss für die gleichzeitige Mitgliedschaft in der SPD und der VVN. Begründung: die VVN sei „kommunistisch unterwandert“. 2010 wurde der Beschluss aufgehoben. Auf Anregung der SPD-Führung um Kurt Schumacher wurde Ende 1948 die AvS gegründet und sozialdemokratische ehemalige VVN-Mitglieder traten ihr bei. Auch in Bezug auf eine gleichzeitige Mitgliedschaft in SPD und Bund der Verfolgten des Naziregimes (BVN) erging ein Unvereinbarkeitsbeschluss und zwar am 9. Mai 1953 auf Vorschlag des SPD-Parteivorstands. Eberhard Brünen meinte in einem Brief an Hermann Runge, der BVN trage eindeutig politischen Charakter und habe sich – wie die VVN – zu einem üblen politischen Gebilde entwickelt.
Im Jahr 1979 wurde die AvS reaktiviert, um mehr Aufklärungsarbeit über die Zeit des Nationalsozialismus zu leisten und zugleich rechtsextremistischen Aktivitäten besonders in der Neuen Rechten entgegenzutreten. Vor allem Heinz Putzrath trat gegen die Vernachlässigung der Geschichte ein. 1983 wurde er zum Vorsitzenden der „Arbeitsgemeinschaft ehemals verfolgter Sozialdemokraten“ gewählt. Putzrath gab die AvS-Mitteilungen heraus. Ihm folgte 1996 Susanne Miller als Vorsitzende nach. Oft stellte die AvS Zeitzeugen für die NS-Zeit für Veranstaltungen verschiedener Organisationen. 
Anders als der konkurrierenden VVN gelang es der AvS nicht, kontinuierlich eigenständige Aktivitäten zu entfalten.
Am 25. Oktober 2010 hob der SPD-Parteivorstand anlässlich der neuen Satzung den Unvereinbarkeitsbeschluss VVN-SPD auf.

### Zusammenarbeit und Fusion mit SED-Opfern
1997 beschloss die AvS unter der neuen Vorsitzenden Susanne Miller, auch mit durch die SED verfolgten Sozialdemokraten zusammenzuarbeiten (Sozialdemokratischer Arbeitskreis ehemaliger politischer Häftlinge). In der Folgezeit wurden gemeinsame Seminare und Veranstaltungen abgehalten. Die Arbeitsgemeinschaft ehemals verfolgter Sozialdemokraten und der Arbeitskreis der politischen Häftlinge in der SBZ/DDR haben sich zusammengeschlossen. Die Fusion zum Arbeitskreis ehemals verfolgter und inhaftierter Sozialdemokraten (AvS) bestätigte der Parteivorstand während seiner Klausurtagung am 17. Januar 2016 einstimmig.

## Struktur
Die AvS hat heute nur noch sehr wenige, hochbetagte Mitglieder aus dem Widerstand gegen das Dritte Reich. Sechsmal jährlich gibt die AvS einen Informationsdienst heraus und beteiligt sich mit Referenten an Seminaren und Zeitzeugen an Veranstaltungen (z. B. in Schulen) zu den Themen Extremismus und Nationalsozialismus. Der Bundesvorsitz war seit dem Tod von Susanne Miller am 1. Juli 2008 bis Ende Oktober 2016 vakant. Bei der Vorstandswahl am 29. Oktober 2016 wurde Wolfgang Kopitzsch zum Vorsitzenden und Holger Martens zum stellvertretenden Vorsitzenden gewählt. Der Beisitzer Lothar Tautz kommt aus dem Kreis der SED-Opfer. Der Sitz der AvS ist in Berlin, in einigen SPD-Bezirken ist sie mit Gedenkstättenbeauftragten und Bundesausschuss-Delegierten vertreten.

## Vorstand
Der Bundesvorstand besteht aus folgenden Personen:
- Bundesvorsitzender: Wolfgang Kopitzsch
- Stellvertretende Bundesvorsitzende: Friederike-Juliane Cornelßen
- Stellvertretender Bundesvorsitzender: Holger Martens
- Beisitzer: Lothar Tautz

## Ziele
Die AvS hat die Aufgabe, 
- „an die Traditionen des Widerstands gegen NS-Herrschaft und SED-Diktatur“ in der SPD zu erinnern, um „damit auch die Erfahrungen und Erkenntnisse des Widerstandes für die Politik der Gegenwart und der Zukunft fruchtbar werden zu lassen“;
- in der SPD und der Bevölkerung den Widerstand als „unverzichtbaren Bestandteil demokratischer Kultur“ bewusst zu machen und die Anerkennung des Widerstandes und der Leiden der Opfer zu festigen;
- „mit Organisationen, insbesondere mit dem Verein Gegen Vergessen für Demokratie e. V. zusammenzuarbeiten, die sich aus demokratischer Gesinnung der Anliegen Verfolgter und des Widerstandes gegen Gewaltherrschaft annehmen und sich gegen jede Diktatur stellen“.

Außerdem ist dem AvS der Schutz von Minderheiten und Verfolgten wichtig sowie Anliegen von ehemaligen Opfern Nachdruck zu verleihen und mit Organisationen auf nationaler und internationaler Ebene zusammenzuarbeiten, die ähnliche Interessen verfolgen, sowie Dokumente über den Widerstand nach einer wissenschaftlichen Aufarbeitung der Öffentlichkeit publik zu machen.